# Don Smith
Donald Roland Smith, més conegut com a Don Smith   (Walthamstow, 29 de desembre de 1937 - Suffolk, 6 d'octubre de 2004), va ser un famós pilot anglès de trial, esport en què és recordat com un dels millors de tots els temps. Va guanyar el primer torneig internacional de trial de la història, la Challenge Henry Groutards dues vegades (1964 i 1967), així com el segon Campionat d'Europa de trial, el de 1969. A banda, gràcies als seus profunds coneixements de mecànica i domini del trial, fou un cotitzat desenvolupador de motocicletes i la seva tasca fou decisiva en la creació i millora dels models d'aquesta disciplina de les empreses Greeves, Montesa, Kawasaki i Fantic.
Don Smith era anomenat afectuosament DR pels seus amics.

## Resum biogràfic
Atès que els seus pares es van separar quan encara era un nen, Smith es va criar amb la seva mare (qui morí el 1960) i la seva germana Pamela Mary, nascuda el 14 de juny de 1933.
El 1952, quan tenia 14 anys, els alumnes del Sir George Monoux Grammar School, on ell estudiava, van participar en un projecte escolar de curses de motocicletes. El 1953, a 15 anys, es va construir la seva primera moto de trial muntant un motor Villiers de 199 cc en un xassís millorat de Villiers 150. Un any més tard, Don ja pilotava l'Ariel 350 de trial. Poc després, va començar a treballar com a mecànic a Bishops Motorcycles, a Stortford, i es va comprar una AJS de trial, guanyant la seva primera cursa el 1955.
De 1957 a 1958 va fer el servei militar com a missatger en moto. Després va tornar a la seva feina a Bishops i començà a rebre algun suport oficial de Greeves, marca amb la qual va córrer des de 1956 a 1967. El 1959 va crear la seva pròpia moto de motocròs, partint d'una BSA.

### L'etapa amb Greeves
El 1960 va fundar l'empresa Don Smith Motorcycles Ltd a Highams Park, Londres. Distribuïa motocicletes de les marques Triumph, Norton, Ariel, Honda i Suzuki. Aquell mateix any esdevenia ja pilot oficial de Greeves i aprofitava per a casar-se. Un any després, el 1961, va ser el millor debutant als Sis Dies d'Escòcia de Trial (Scottish Six Days Trial, SSDT).
El 1962 va ser el guanyador del primer trial internacional dels Països Baixos i va quedar tercer al trial de París, celebrat al parc de Saint Cucufa. El 1963 va guanyar diverses proves de motocròs i enduro competint en categories diferents, inclosa la de sidecars.
El 1964, a 27 anys, va acabar tercer als SSDT. Aquell any va guanyar també el primer campionat internacional de trial celebrat mai, la Challenge Henry Groutards. Aquest torneig fou el precursor del futur campionat d'Europa i després mundial d'aquest esport, amb la qual cosa es pot considerar Don Smith com el primer campió del món de trial, malgrat el títol no existís com a tal. El 1967 va repetir el títol guanyant a Sancerre, França, amb la Greeves Anglian.

### La Montesa Cota 247 (1967)

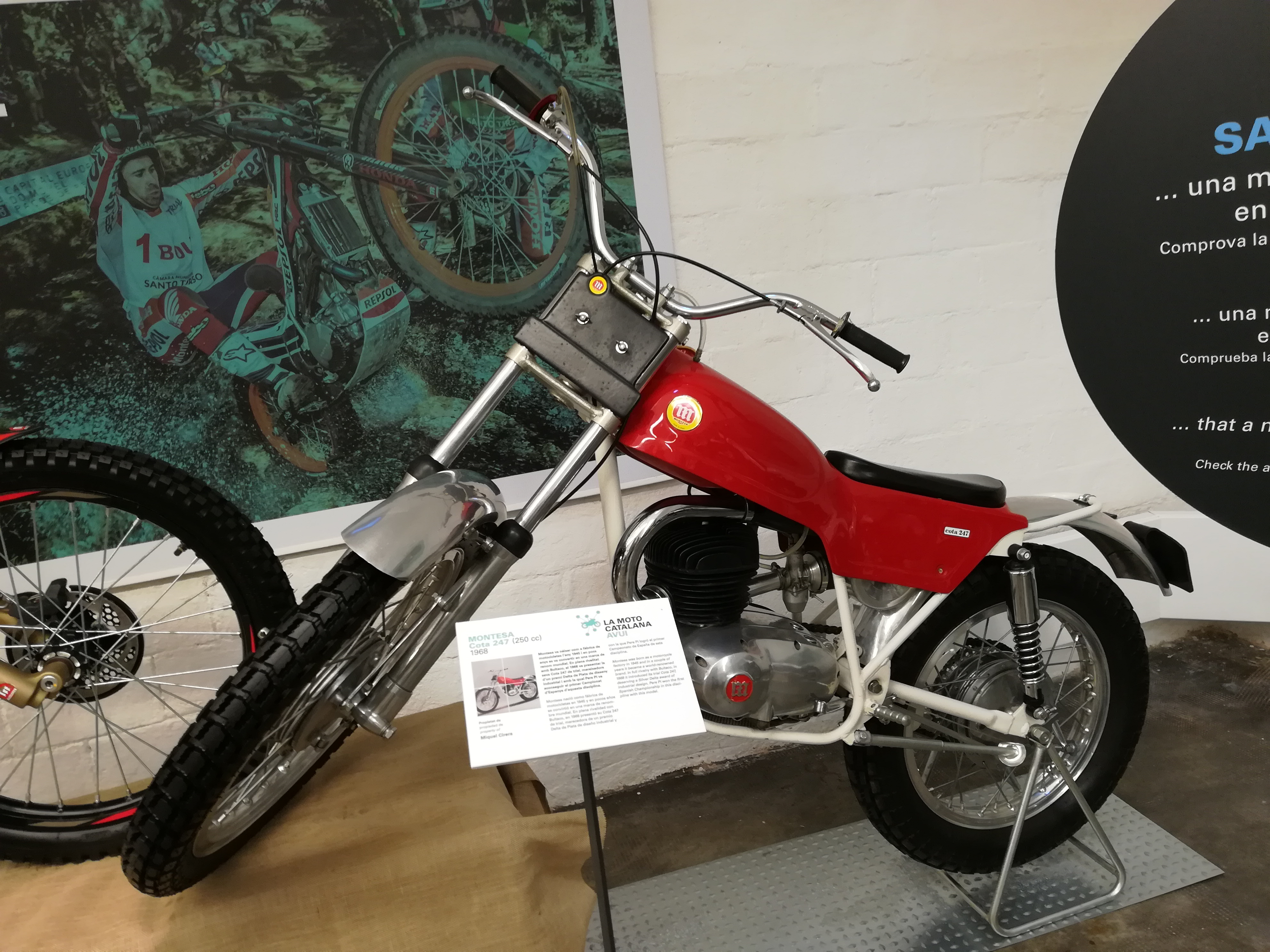
La Montesa Cota 247 de 1968

El desembre de 1967 Montesa va convidar Don Smith a provar la nova Cota 247 MK 1 (també coneguda com a "great drums" -"tambors grans"- per la mida dels seus frens de tambor) que la fàbrica catalana havia començat a desenvolupar feia poc amb un equip format, entre d'altres, pel seu cap de disseny Leopoldo Milà i l'enginyer i campió motociclista Pere Pi. En considerar que la moto era molt prometedora, Smith va signar tot seguit un contracte com a pilot oficial de la marca per tal de col·laborar en el desenvolupament del prototipus. Al l'edició de 1968 dels SSDT va quedar tercer amb aquesta moto, i aviat aconseguí la primera victòria d'una Montesa en terres britàniques, concretament al trial de Hillsborough (Sheffield), demostrant així el gran potencial de la nova moto.
Després d'un any desenvolupant la Cota 247, Smith va guanyar el primer trial internacional per a Montesa el 16 de gener de 1969: fou el trial de Bèlgica, puntuable per al campionat europeu acabat d'estrenar i que substituïa l'anterior "Challenge Henry Groutards". Smith va acabar guanyant aquell primer campionat d'Europa després d'un emocionant duel amb Sammy Miller i la seva Bultaco. Finalment, el 1971, va decidir deixar de col·laborar amb Montesa i no va renovar el contracte, passant a construir la seva pròpia moto tot muntant un motor Montesa en un xassís seu, un model que va anomenar STAG MK1.

### El prototipus Kawasaki (1972)

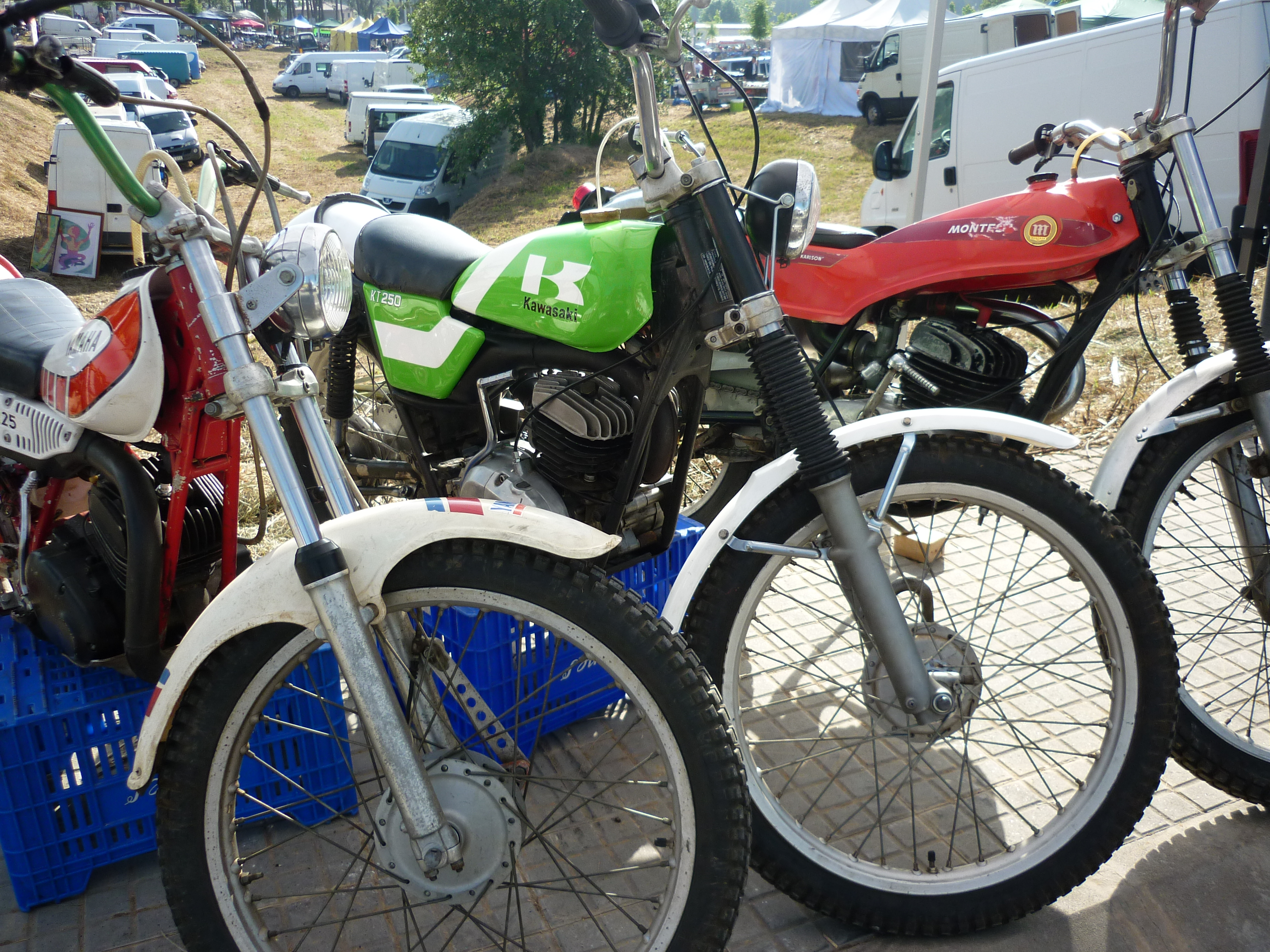
Al mig: Kawasaki KT 250 de 1975

L'any 1972 va signar un contracte amb la japonesa Kawasaki per tal de crear de zero una moto de trial. El motor, de 450 cc, va ser enllestir l'abril d'aquell mateix any, mentre el disseny i construcció dels altres components (xassís, dipòsit, forquilles, basculant ...) es va acabar al setembre. El 24 d'aquell mes Smith va guanyar amb el prototipus el Comerford Cup Trial, després de només 5 mesos de desenvolupament. El 18 d'octubre va enviar el prototipus al Japó i el 27 hi va anar ell per intercanviar idees amb els enginyers de la fàbrica.
El 1973 Smith feu de director de l'equip Kawasaki als Sis Dies d'Escòcia de Trial, format pels pilots Sunter, Kemp i Jack Galloway. Tots tres van aconseguir acabar la prova, equipats amb el model de 450 cc. Al juliol, Smith va viatjar al Japó per a provar el nou prototipus KT de 250 cc. L'any següent, 1974, Smith va fitxar el jove Nigel Birkett com a pilot principal de la Kawasaki i, més tard, va estar viatjant pels EUA durant quatre mesos en una gira promocional de la marca. Va aprofitar per a escriure aleshores el seu primer llibre, Ride It! The complete book of motorcycle trials.
El 1975 va desenvolupar el que hauria d'haver estat el prototipus definitiu de Kawasaki, amb motor de 330 cc. La moto era excel·lent, però de sobte Kawasaki es va desdir del projecte al·legant que el trial no seria prou rendible per a l'empresa, de manera que aquesta moto mai no va ser produïda en sèrie. L'any següent, 1976, Kawasaki es va retirar definitivament del trial i Smith va quedar molt decebut per aquesta decisió.

### La primera Fantic (1977)

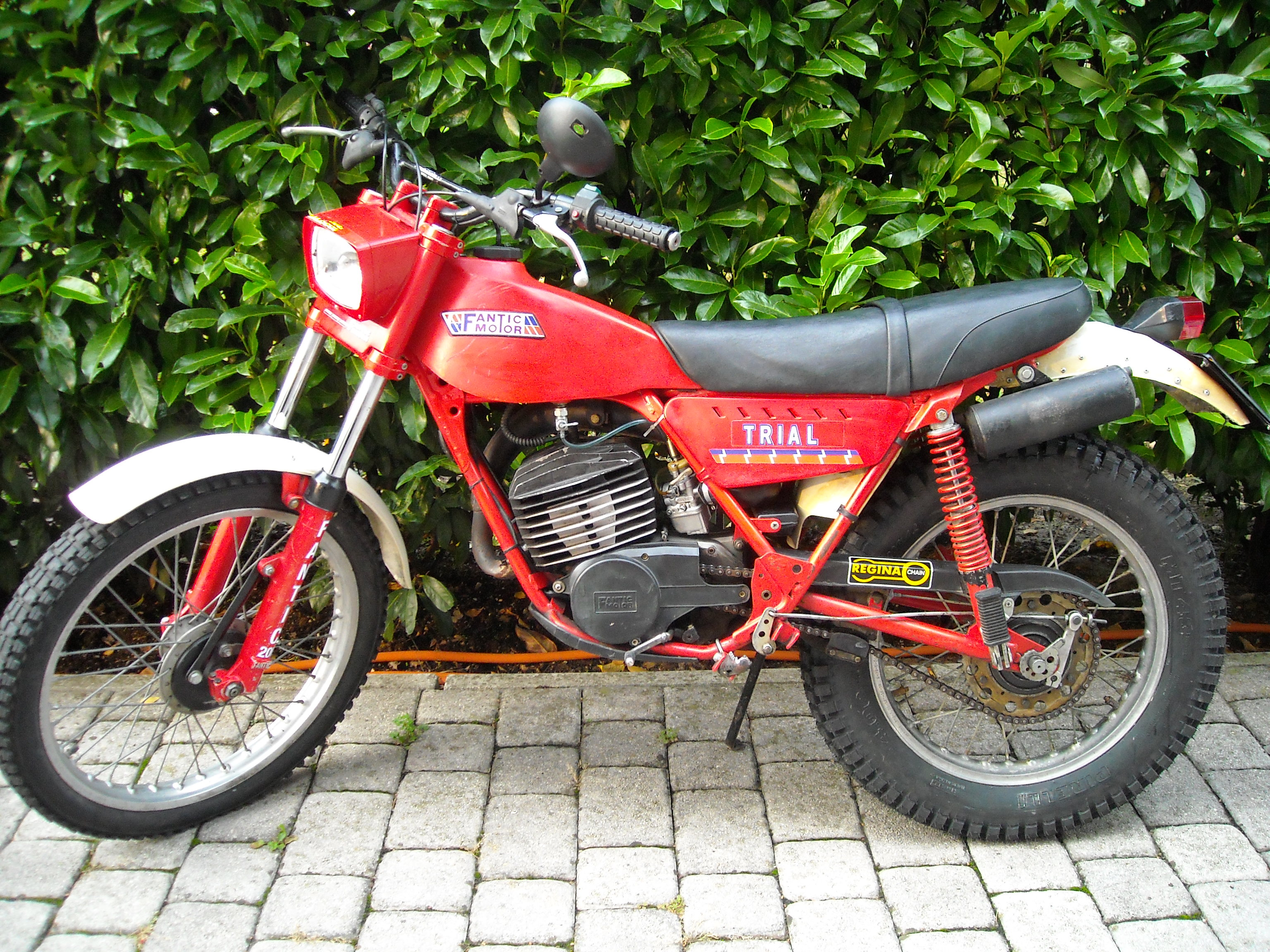
Una Fantic 200 de 1982

El 1977 Don Smith va participar en el desenvolupament de la primera moto de trial de l'empresa italiana Fantic, pilotant-la només en trials britànics. La seva tasca va tenir una influència decisiva en el disseny de les Fantic 125, 200, 240 i 241, unes motos caracteritzades pel seu poc pes i un motor de baixa cilindrada però molt enèrgic. Les Fantic es comercialitzaren el 1979 i varen destacar al cap de pocs anys aconseguint força victòries i campionats arreu del món, amb pilots com ara Jaume Subirà, Gilles Burgat, Steve Saunders i Thierry Michaud (qui hi guanyà tres Campionats del Món), contribuint de passada a propiciar una certa revolució en el món del trial, ja que la seva lleugeresa els proporcionava una major agilitat que compensava la seva manca de potència (comparades amb la resta de motocicletes d'aleshores) i per tal d'aprofitar aquest avantatge calia adoptar un estil de pilotatge més agressiu i espectacular.
Paral·lelament a la seva feina a Fantic, Smith va començar a experimentar el mateix 1977 amb rodes de BMX, un camp que també l'interessava. L'any següent, 1978, participà per darrera vegada als SSDT tot pilotant la Fantic.

### Retirada
El 1979, després d'una operació de genoll, decidí de retirar-se definitivament de la competició i va escriure el seu segon llibre, Trials Bike Riding. Un cop retirat, a la dècada dels 80 es va dedicar a dirigir el seu negoci de bicicletes de BMX i a la distribució dels seus llibres, publicant-ne de passada un de nou el 1982: Ride It! BMX - The Complete Book of Bicycle Motocross.
El dimecres 6 d'octubre del 2004, a l'hospital de Suffolk, Don Smith es va morir a l'edat de 66 anys a conseqüència d'una hemorràgia cerebral.

## El tabaquisme
És sabut que Don Smith no es va preocupar mai gaire pels efectes nocius del tabac. La seva imatge habitual, pilotant una moto de trial amb una cigarreta als llavis, ha passat a la història d'aquest esport. Al seu llibre "Ride It!" va dir sobre l'hàbit del tabac: «És clar que podria haver guanyat més títols si hagués fumat menys, o gens. Però, què n'hauria tret de tot plegat, si no m'hi hagués divertit?».

## Palmarès en trial
A banda els èxits aquí reflectits, Smith va aconseguir més de 800 trofeus durant la seva carrera.
| Any          | Motocicleta  | Campionat d'Europa | Campionat britànic | SSDT | Títols |
| ------------ | ------------ | ------------------ | ------------------ | ---- | ------ |
| 1963         | Greeves      | -                  | 2n                 |      | -      |
| 1964         | Greeves      | 1r                 | 2n                 | 3r   | 1      |
| 1965         | Greeves      | 8è                 | ?                  |      | -      |
| 1966         | Greeves      | 2n                 | 4t                 |      | -      |
| 1967         | Greeves      | 1r                 | ?                  |      | 1      |
| 1968         | Montesa      | 6è                 | 5è                 | 3r   | -      |
| 1969         | Montesa      | 1r                 | ?                  |      | 1      |
| 1970         | Montesa      | 8è                 | -                  |      | -      |
| Total títols | Total títols | 3                  | 0                  | 0    | 3      |

Notes
1. ↑  Al total de títols s'hi compten tots els campionats estatals o internacionals guanyats
2. ↑  Fins al 1967 el campionat s'anomenà "Challenge Henry Groutards" i a partir de 1968 va passar a anomenar-se Campionat d'Europa

## Resultats a l'Europeu de trial
Font:
| Any  | Equip   | 1     | 2      | 3     | 4     | 5     | 6      | 7     | 8     | 9     |  | Punts | Posició |
| ---- | ------- | ----- | ------ | ----- | ----- | ----- | ------ | ----- | ----- | ----- |  | ----- | ------- |
| 1964 | Greeves | BEL 3 | FRA 1  | GER 1 |       |       |        |       |       |       |  | 70    | 1r      |
| 1965 | Greeves | FRA 5 | BEL 21 |       |       |       |        |       |       |       |  | 19    | 8è      |
| 1966 | Greeves | GER - | FRA 2  | BEL 1 |       |       |        |       |       |       |  | 47    | 2n      |
| 1967 | Greeves | SWI 1 | BEL 1  | GER 2 | FRA 3 |       |        |       |       |       |  | 92    | 1r      |
| 1968 | Montesa | SWI 3 | GER -  | BEL - | FRA - | GBR 4 |        |       |       |       |  | 7     | 6è      |
| 1969 | Montesa | SUI 2 | FRA 5  | GER 2 | BEL 1 | GBR 2 | SWE 6  |       |       |       |  | 51    | 1r      |
| 1970 | Montesa | GER 4 | FRA -  | GBR 6 | BEL 3 | IRL - | ESP 10 | FIN - | SWE - | POL - |  | 24    | 8è      |

1. ↑  Fins al 1967, el Campionat d'Europa s'anomenà Challenge Henry Groutards.

## Obra publicada
- Smith, Don; Forsdyke, Graham. Complete Book of Motor Cycle Trials (Ride it!) (en anglès).  Somerset: Haynes Manuals Inc, 21 febrer 1975. ISBN 0854291652.
- Smith, Don. B.M.X.: Complete Book of Bicycle Motocross (Ride it!) (en anglès).  Somerset: Haynes Manuals Inc, agost 1982. ISBN 0854292691.